# Водоплавающие птицы

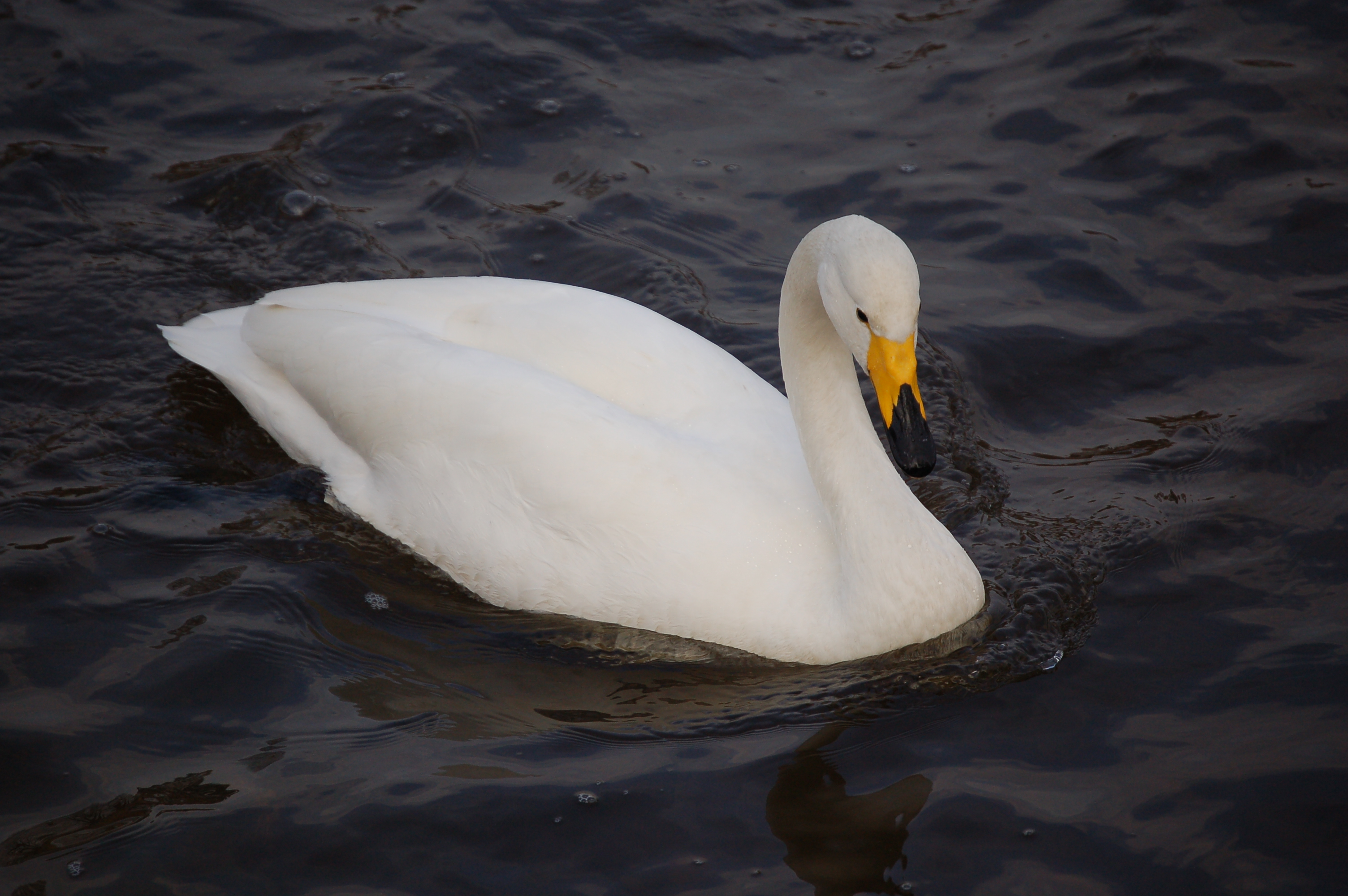
Лебедь-кликун (Cygnus cygnus)

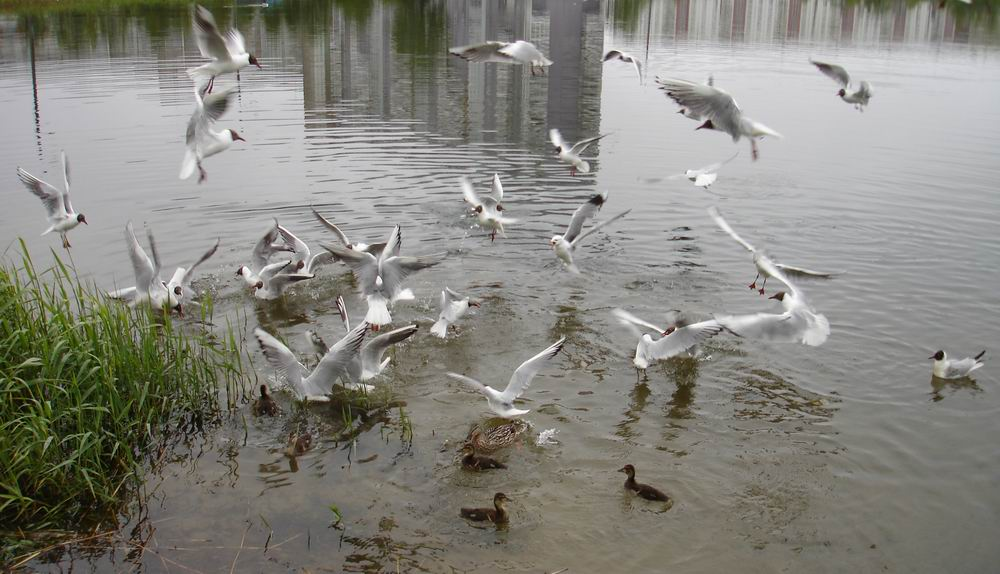
Озеро Чаячье на острове Ягры, Северодвинск

Водоплавающие птицы — птицы, умеющие держаться на поверхности воды. Водоплавающими являются не все птицы, которые охотятся в воде. 
Водоплавающих птиц объединяет лишь образ жизни, а не родственные связи, поэтому они не являются таксоном. Однако молекулярная филогенетика показала, что многие из них (вместе с некоторыми неводоплавающими птицами) всё же входят в одну кладу, объединяющую пеликанообразных, олушеобразных, аистообразных, буревестникообразных, пингвинообразных, гагарообразных, Eurypygiformes и фаэтонообразных. К водоплавающим птицам относятся все или некоторые представители следующих отрядов:
- гусеобразные (Anseriformes)
- гагарообразные (Gaviiformes)
- поганкообразные (Podicipitiformes)
- пеликанообразные (Pelecaniformes)
- пингвинообразные (Sphenisciformes)
- некоторые журавлеобразные (Gruiformes), например лысуха
- некоторые ржанкообразные (Charadriiformes), например плавунчики, чайки и крачки

Хотя эти птицы и не являются родственниками, но сходный образ жизни привёл у многих из них к формированию сходных черт. Прежде всего это «ласты»: кожная перепонка, натянутая между пальцами. Далее — весьма плотное оперение. Так как одно только перо не защищает от воды, у водоплавающих птиц весьма развита копчиковая железа (слабо развита у бакланов и цапель). Она есть у большинства птиц и выделяемый ею секрет служит для ухода за перьями. Для водоплавающих птиц этот орган имеет особое значение.
На одном месте могут держаться разные виды водоплавающих птиц, не создавая друг другу пищевой конкуренции — каждый вид специализируется на своём корме. Отсюда и разные способы добывания пищи. Чайки и крачки, например, хватают рыбу прямо с лёту, погружая в воду только клюв. Бакланы ныряют за рыбой, пикируя в воду. Нырковые утки тоже ныряют, но с поверхности воды. Другие виды уток при кормлении опускают в воду только голову. Так же поступают и лебеди, но более длинная шея позволяет им добывать корм с большей глубины.